# Temporada 2009-10 de GP2 Asia Series
La temporada 2009-10 de GP2 Asia Series fue la tercera edición de este campeonato de GP2 en su versión asiática. El ganador y dominador de la temporada fue Davide Valsecchi y el ganador de escuderías fue iSport International.

## Escuderías y pilotos
| Escudería               | N.º | Piloto               | Rondas |
| ----------------------- | --- | -------------------- | ------ |
| DAMS                    | 1   | Christian Vietoris   | Todas  |
| DAMS                    | 2   | Edoardo Piscopo      | Todas  |
| Piquet GP Rapax         | 3   | Vladimir Arabadzhiev | Todas  |
| Piquet GP Rapax         | 4   | Daniel Zampieri      | 1-3    |
| Piquet GP Rapax         | 4   | Luiz Razia           | 4      |
| Barwa Addax Team        | 5   | Max Chilton          | 1, 3-4 |
| Barwa Addax Team        | 5   | Giedo van der Garde  | 2      |
| Barwa Addax Team        | 6   | Luiz Razia           | 1      |
| Barwa Addax Team        | 6   | Sergio Pérez         | 2-3    |
| Barwa Addax Team        | 6   | Rodolfo González     | 4      |
| ART Grand Prix          | 7   | Marcus Ericsson      | 1      |
| ART Grand Prix          | 7   | Jules Bianchi        | 2-4    |
| ART Grand Prix          | 8   | Sam Bird             | Todas  |
| Arden International     | 11  | Charles Pic          | Todas  |
| Arden International     | 12  | Rodolfo González     | 1      |
| Arden International     | 12  | Javier Villa         | 2-4    |
| Super Nova Racing       | 14  | James Jakes          | 1      |
| Super Nova Racing       | 14  | Marcus Ericsson      | 2      |
| Super Nova Racing       | 14  | Jake Rosenzweig      | 3-4    |
| Super Nova Racing       | 15  | Josef Král           | Todas  |
| iSport International    | 16  | Oliver Turvey        | Todas  |
| iSport International    | 17  | Davide Valsecchi     | Todas  |
| Trident Racing          | 18  | Johnny Cecotto Jr.   | 1      |
| Trident Racing          | 18  | Daniel Clos          | 2, 4   |
| Trident Racing          | 18  | Adrian Zaugg         | 3      |
| Trident Racing          | 19  | Plamen Kralev        | Todas  |
| MalaysiaQi-Meritus.com  | 20  | Luca Filippi         | Todas  |
| MalaysiaQi-Meritus.com  | 21  | Diego Nunes          | 1      |
| MalaysiaQi-Meritus.com  | 21  | Alexander Rossi      | 3-4    |
| Ocean Racing Technology | 22  | Alexander Rossi      | 1      |
| Ocean Racing Technology | 22  | Max Chilton          | 2      |
| Ocean Racing Technology | 22  | Yelmer Buurman       | 3-4    |
| Ocean Racing Technology | 23  | Fabio Leimer         | Todas  |
| Scuderia Coloni         | 24  | Roldán Rodríguez     | 1      |
| Scuderia Coloni         | 24  | Alberto Valério      | 2      |
| Scuderia Coloni         | 24  | Álvaro Parente       | 3-4    |
| Scuderia Coloni         | 25  | Will Bratt           | Todas  |
| DPR                     | 26  | Michael Herck        | Todas  |
| DPR                     | 27  | Giacomo Ricci        | Todas  |

### Cambios
- El 23 de octubre, Durango comunicaba que no participaría en la GP2 Asia de esta temporada por problemas económicos.[26] Tras esta retirada, los dorsales 9 y 10 quedan omitidos esta temporada, junto al clásico 13 por la supuesta mala suerte.
- El 20 de noviembre, la familia Piquet hizo oficial el traspaso total de su escudería de GP2 Asia (Piquet GP), a su principal colaborador, la empresa italiana Rapax.[3] Como no es una retirada, Rapax heredará los pilotos y los puntos que cosechó la escudería Piquet GP en la primera ronda de la temporada.

## Calendario y resultados
La temporada comienza con la inauguración oficial del Circuito Yas Marina en una sesión oficial de test los días 23 y 24 de octubre de 2009. Continuará ya con el campeonato oficial, que constará de 4 pruebas.

### Pretemporada
| Modalidad             | Circuito   | Fecha                 | Hora del día | Mejor clasificado | Escudería            | Tiempo   |
| --------------------- | ---------- | --------------------- | ------------ | ----------------- | -------------------- | -------- |
| Entrenamientos Libres | Yas Marina | 23 de octubre de 2009 | Mañana       | Davide Valsecchi  | iSport International | 1:57.504 |
| Entrenamientos Libres | Yas Marina | 23 de octubre de 2009 | Tarde        | Luca Filippi      | Meritus              | 1:52.842 |
| Entrenamientos Libres | Yas Marina | 24 de octubre de 2009 | Mañana       | Davide Valsecchi  | iSport International | 1:52.355 |
| Entrenamientos Libres | Yas Marina | 24 de octubre de 2009 | Tarde        | Luca Filippi      | Meritus              | 1:51.415 |

### Temporada
| Carrera | Circuito      | Fecha                  | Pole Position    | Ganador            | Segundo          | Tercero        | Vuelta rápida    | Resultados |
| ------- | ------------- | ---------------------- | ---------------- | ------------------ | ---------------- | -------------- | ---------------- | ---------- |
| 1       | Yas Marina    | 31 de octubre de 2009  | Davide Valsecchi | Davide Valsecchi   | Luca Filippi     | James Jakes    | Davide Valsecchi | Resultados |
| 2       | Yas Marina    | 1 de noviembre de 2009 | Davide Valsecchi | Christian Vietoris | Davide Valsecchi | Josef Král     | Davide Valsecchi | Resultados |
| 3       | Yas Marina    | 5 de febrero de 2010   | Charles Pic      | Oliver Turvey      | Davide Valsecchi | Jules Bianchi  | Davide Valsecchi | Resultados |
| 4       | Yas Marina    | 6 de febrero de 2010   | Charles Pic      | Davide Valsecchi   | Michael Herck    | Giacomo Ricci  | Davide Valsecchi | Resultados |
| 5       | Sakhir        | 26 de febrero de 2010  | Jules Bianchi    | Davide Valsecchi   | Luca Filippi     | Javier Villa   | Javier Villa     | Resultados |
| 6       | Sakhir        | 27 de febrero de 2010  | Jules Bianchi    | Charles Pic        | Giacomo Ricci    | Javier Villa   | Giacomo Ricci    | Resultados |
| 7       | Sakhir (long) | 13 de marzo de 2010    | Luca Filippi     | Luca Filippi       | Davide Valsecchi | Charles Pic    | Luca Filippi     | Resultados |
| 8       | Sakhir (long) | 14 de marzo de 2010    | Luca Filippi     | Giacomo Ricci      | Sam Bird         | Álvaro Parente | Sam Bird         | Resultados |

## Clasificaciones

### Campeonato de Pilotos
| Pos. | Piloto               | YMC | YMC | YMC | YMC | SAK | SAK | SAK | SAK | Puntos |
| ---- | -------------------- | --- | --- | --- | --- | --- | --- | --- | --- | ------ |
| 1    | Davide Valsecchi     | 1   | 2   | 2   | 1   | 1   | 20  | 2   | 4   | 56     |
| 2    | Luca Filippi         | 2   | 8   | 14† | 17  | 2   | 18  | 1   | 8   | 29     |
| 3    | Giacomo Ricci        | Ret | Ret | 5   | 3   | 4   | 2   | 5   | 1   | 29     |
| 4    | Javier Villa         |     |     | 4   | 11  | 3   | 3   | 7   | 6   | 19     |
| 5    | Charles Pic          | Ret | 15  | 10  | 8   | 5   | 1   | 3   | 19  | 18     |
| 6    | Oliver Turvey        | 8   | 4   | 1   | 5   | 9   | 6   | 9   | 11  | 17     |
| 7    | Sam Bird             | 18† | 18  | Ret | Ret | 13  | 4   | 6   | 2   | 12     |
| 8    | Álvaro Parente       |     |     |     |     | 6   | Ret | 4   | 3   | 12     |
| 9    | Alexander Rossi      | 4   | 5   | 6   | 9   | Ret | Ret | 11  | 5   | 12     |
| 10   | Christian Vietoris   | 6   | 1   | Ret | 14  | 14  | 9   | Ret | 14  | 9      |
| 11   | Josef Král           | 5   | 3   | 9   | Ret | 21  | 11  | 16  | 10  | 8      |
| 12   | Jules Bianchi        |     |     | 3   | 7   | 10  | NC  | 10  | Ret | 8      |
| 13   | Michael Herck        | 13  | 9   | 7   | 2   | 23  | 13  | 18  | Ret | 7      |
| 14   | James Jakes          | 3   | 10  |     |     |     |     |     |     | 6      |
| 15   | Sergio Pérez         |     |     | 12  | 4   | 7   | 17  |     |     | 5      |
| 16   | Edoardo Piscopo      | 9   | 7   | Ret | 16  | 15  | 5   | 8   | DNS | 3      |
| 17   | Johnny Cecotto Jr.   | 7   | 6   |     |     |     |     |     |     | 3      |
| 18   | Max Chilton          | 16  | 17  | 8   | 6   | 18  | 12  | 19† | 15  | 2      |
| 19   | Adrian Zaugg         |     |     |     |     | 8   | 19  |     |     | 1      |
| 20   | Vladimir Arabadzhiev | Ret | Ret | 13  | 10  | 17  | 7   | 12  | 9   | 0      |
| 21   | Yelmer Buurman       |     |     |     |     | 12  | 10  | 13  | 7   | 0      |
| 22   | Daniel Zampieri      | 15  | Ret | Ret | 15  | 11  | 8   |     |     | 0      |
| 23   | Roldán Rodríguez     | 10  | 14  |     |     |     |     |     |     | 0      |
| 24   | Marcus Ericsson      | 11  | 12  | 17† | 12  |     |     |     |     | 0      |
| 25   | Will Bratt           | 12  | Ret | 11  | 21† | 16  | Ret | 15  | 16  | 0      |
| 26   | Luiz Razia           | Ret | 11  |     |     |     |     | Ret | 13  | 0      |
| 27   | Dani Clos            |     |     | Ret | 13  |     |     | 14  | 12  | 0      |
| 28   | Diego Nunes          | Ret | 13  |     |     |     |     |     |     | 0      |
| 29   | Rodolfo González     | 14  | 16  |     |     |     |     | Ret | Ret | 0      |
| 30   | Jake Rosenzweig      |     |     |     |     | 19  | 14  | 17  | 17  | 0      |
| 31   | Fabio Leimer         | 17  | Ret | Ret | Ret | 20  | 15  | Ret | DNS | 0      |
| 32   | Alberto Valerio      |     |     | 15  | 18  |     |     |     |     | 0      |
| 33   | Plamen Kralev        | Ret | Ret | 16  | 20  | 22  | 16  | Ret | 18  | 0      |
| 34   | Giedo van der Garde  |     |     | Ret | 19  |     |     |     |     | 0      |
| Pos. | Piloto               | YMC | YMC | YMC | YMC | SAK | SAK | SAK | SAK | Puntos |

| Color     | Resultado              |
| --------- | ---------------------- |
| Oro       | Ganador                |
| Plata     | 2.ª plaza              |
| Bronce    | 3.ª plaza              |
| Verde     | Finalizó en los puntos |
| Azul      | Finalizó sin puntos    |
| Azul      | NC - No clasificado    |
| Violeta   | Ret - No terminó       |
| Rojo      | DNQ - No se clasificó  |
| Negro     | DSQ - Descalificado    |
| Blanco    | DNS - No empezó        |
| Blanco    | WD - Retirado          |
| Blanco    | C - Carrera cancelada  |
| Sin color | DNP - No participó     |
| Sin color | INJ - Lesionado        |
| Sin color | EX - Excluido          |

| Estado  | Resultado |
| ------- | --- |
| Negrita | Pole position |
| Cursiva | Vuelta rápida puntuable, el piloto cumplió los requisitos para ser bonificado con uno o más puntos por lograr la vuelta rápida |
| †       | Abandona, pero clasifica al completar el porcentaje requerido para ello                                                        |

### Campeonato de Escuderías
| Pos. | Escudería               | N.º | YMC | YMC | YMC | YMC | SAK | SAK | SAK | SAK | Puntos |
| ---- | ----------------------- | --- | --- | --- | --- | --- | --- | --- | --- | --- | ------ |
| 1    | iSport International    | 16  | 8   | 4   | 1   | 5   | 9   | 6   | 9   | 11  | 73     |
| 1    | iSport International    | 17  | 1   | 2   | 2   | 1   | 1   | 20  | 2   | 4   | 73     |
| 2    | Arden International     | 11  | Ret | 15  | 10  | 8   | 5   | 1   | 3   | 19  | 37     |
| 2    | Arden International     | 12  | 14  | 16  | 4   | 11  | 3   | 3   | 7   | 6   | 37     |
| 3    | DPR                     | 26  | 13  | 9   | 7   | 2   | 23  | 13  | 18  | Ret | 36     |
| 3    | DPR                     | 27  | Ret | Ret | 5   | 3   | 4   | 2   | 5   | 1   | 36     |
| 4    | MalaysiaQi-Meritus.com  | 20  | 2   | 8   | 14† | 17  | 2   | 18  | 1   | 8   | 34     |
| 4    | MalaysiaQi-Meritus.com  | 21  | Ret | 13  | 6   | 9   | Ret | Ret | 11  | 5   | 34     |
| 5    | ART Grand Prix          | 7   | 11  | 12  | 3   | 7   | 10  | NC  | 10  | Ret | 20     |
| 5    | ART Grand Prix          | 8   | 18† | 18  | Ret | Ret | 13  | 4   | 6   | 2   | 20     |
| 6    | Super Nova Racing       | 14  | 3   | 10  | 17† | 12  | 19  | 14  | 17  | 17  | 14     |
| 6    | Super Nova Racing       | 15  | 5   | 3   | 9   | Ret | 21  | 11  | 16  | 10  | 14     |
| 7    | DAMS                    | 1   | 6   | 1   | Ret | 14  | 14  | 9   | Ret | 14  | 12     |
| 7    | DAMS                    | 2   | 9   | 7   | Ret | 16  | 15  | 5   | 8   | DNS | 12     |
| 8    | Scuderia Coloni         | 24  | 10  | 14  | 15  | 18  | 6   | Ret | 4   | 3   | 12     |
| 8    | Scuderia Coloni         | 25  | 12  | Ret | 11  | 21† | 16  | Ret | 15  | 16  | 12     |
| 9    | Ocean Racing Technology | 22  | 4   | 5   | 8   | 6   | 12  | 10  | 13  | 7   | 9      |
| 9    | Ocean Racing Technology | 23  | 17  | Ret | Ret | Ret | 20  | 15  | Ret | DNS | 9      |
| 10   | Barwa Addax Team        | 5   | 16  | 17  | Ret | 19  | 18  | 12  | 19† | 15  | 5      |
| 10   | Barwa Addax Team        | 6   | Ret | 11  | 12  | 4   | 7   | 17  | Ret | Ret | 5      |
| 11   | Trident Racing          | 18  | 7   | 6   | Ret | 13  | 8   | 19  | 14  | 12  | 4      |
| 11   | Trident Racing          | 19  | Ret | Ret | 16  | 20  | 22  | 16  | Ret | 18  | 4      |
| 12   | Piquet GP Rapax         | 3   | Ret | Ret | 13  | 10  | 17  | 7   | 12  | 9   | 0      |
| 12   | Piquet GP Rapax         | 4   | 15  | Ret | Ret | 15  | 11  | 8   | Ret | 13  | 0      |
| Pos. | Escudería               | N.º | YMC | YMC | YMC | YMC | SAK | SAK | SAK | SAK | Puntos |

| Color     | Resultado              |
| --------- | ---------------------- |
| Oro       | Ganador                |
| Plata     | 2.ª plaza              |
| Bronce    | 3.ª plaza              |
| Verde     | Finalizó en los puntos |
| Azul      | Finalizó sin puntos    |
| Azul      | NC - No clasificado    |
| Violeta   | Ret - No terminó       |
| Rojo      | DNQ - No se clasificó  |
| Negro     | DSQ - Descalificado    |
| Blanco    | DNS - No empezó        |
| Blanco    | WD - Retirado          |
| Blanco    | C - Carrera cancelada  |
| Sin color | DNP - No participó     |
| Sin color | INJ - Lesionado        |
| Sin color | EX - Excluido          |

| Estado  | Resultado |
| ------- | --- |
| Negrita | Pole position |
| Cursiva | Vuelta rápida puntuable, el piloto cumplió los requisitos para ser bonificado con uno o más puntos por lograr la vuelta rápida |
| †       | Abandona, pero clasifica al completar el porcentaje requerido para ello                                                        |